# Thomas Vaske
Thomas Vaske es un deportista de la RDA que compitió en piragüismo en la modalidad de aguas tranquilas. Ganó tres medallas en el Campeonato Mundial de Piragüismo entre los años 1986 y 1989.

## Palmarés internacional
| Campeonato Mundial | Campeonato Mundial | Campeonato Mundial | Campeonato Mundial |
| Año                | Lugar              | Medalla            | Evento             |
| ------------------ | ------------------ | ------------------ | ------------------ |
| 1986               | Montreal (Canadá)  | Medalla de plata   | K4 1000 m          |
| 1987               | Duisburgo (RFA)    | Medalla de bronce  | K2 1000 m          |
| 1989               | Plovdiv (Bulgaria) | Medalla de bronce  | K4 1000 m          |